# Аманмурадова, Акгуль Чариевна
Акгу́ль Чариевна Аманмура́дова (родилась 23 июня 1984 года в Ташкенте, СССР) — узбекская профессиональная теннисистка; победительница двух турниров WTA в парном разряде; призёр теннисного турнира Азиатских игр и Универсиады в одиночном разряде.

## Игровая карьера

### Начало карьеры
Акгуль Аманмурадова начала играть в теннис в 10 лет, когда бабушка привела её в местный клуб. В это время она также увлекалась баскетболом и даже была приглашена в юниорскую сборную Узбекистана, но отказалась. В 2000 году она провела в родном Ташкенте свой первый матч в профессиональном теннисном турнире, а уже на следующий год была приглашена в сборную Узбекистана на игры Кубка Федерации. В шести играх она добилась трёх побед против соперниц из Казахстана и Таиланда. В 2002 году на турнире ITF в Хайдарабаде она дошла до своего первого международного финала в одиночном разряде, а в начале декабря, также в Индии, завоевала свой первый титул на турнирах ITF в паре с Катериной Бондаренко, переиграв две посеянных пары. В марте 2003 года в Мумбае она выиграла свой первый турнир ITF в одиночном разряде, а всего за год завоевала четыре титула в одиночном и два в парном разряде. Она также стала бронзовым призёром Универсиады в Тэгу (Республика Корея) в одиночном разряде. На следующий год она выиграла три турнира ITF в одиночном и пять в парном разряде.
В 2005 году на Открытом чемпионате Ташкента, проходящем под эгидой Женской теннисной ассоциации (WTA), Аманмурадова получила wild-card. Обыграв уже в первом круге посеянную под вторым номером Алёну Бондаренко, она неожиданно дошла до финала, но там проиграла 16-летней Михаэлле Крайчек. Этот результат позволил ей войти во вторую сотню рейтинга WTA, совершив скачок более чем на 60 мест вверх.

### Пик карьеры
В 2007 году Аманмурадовой удался новый рывок: успешно преодолев квалификационный отбор на Открытом чемпионате Франции, она дошла до второго круга в основной сетке, где уступила десятой ракетке мира Николь Вайдишовой. Это позволило ей подняться с 210-го места в рейтинге на 141-е. В июле на крупном турнире в Цинциннати она не только успешно пробилась в основную сетку, но и дошла до полуфинала, где проиграла посеянной под седьмым номером Акико Моригами. После этого она вплотную приблизилась в рейтинге к первой сотне, куда ей наконец удалось войти после Открытого чемпионата Ташкента, где она выбыла в четвертьфинале.
На следующий год Аманмурадова сыграла важную роль в выходе сборной Узбекистана в стыковые матчи II Мировой группы Кубка Федерации. Она выиграла четыре из пяти своих встреч с соперницами из Тайваня, Таиланда, Гонконга и Новой Зеландии, но в переходном матче узбекская команда всухую проиграла намного более сильной словацкой сборной. На Уимблдоне Аманмурадова в паре с Дарьей Кустовой дошла до третьего круга, переиграв по пути четвёртую посеянную пару, и вошла в число ста сильнейших теннисисток мира в парном разряде. В одиночном разряде она уже к лету дважды дошла до полуфинала в турнирах WTA (в Паттайе и Стамбуле), поднялась до 50-го места в рейтинге и завоевала право выступить на Олимпиаде в Пекине, но остаток сезона провела слабо и не сумела развить успех.
В 2009 году Аманмурадова завоевала свой первый титул в турнирах WTA. Это случилось на премьер-турнире в Истборне (Великобритания), где она выступала с Ай Сугиямой. Японско-узбекская пара не входила в число посеянных, но жеребьёвка сложилась удачно, и для победы в турнире оказалось достаточно только победить четвёртую посеянную пару в финале. Эта победа позволила Аманмурадовой войти в Top-50 рейтинга WTA в парном разряде. В августе в паре с Моникой Никулеску Аманмурадова вышла в полуфинал в Цинциннати, а в декабре с ней же — в полуфинал Кубка Кремля в Москве. В сентябре того же года она во второй раз в карьере дошла до финала Открытого чемпионата Ташкента в одиночном разряде, где проиграла израильтянке Шахар Пеэр. Достигнув после выхода в полуфинал турнира в Брисбене в январе 2010 года высшей в карьере 36-й позиции в парном рейтинге WTA, Аманмурадова, однако, в дальнейшем выступала неровно. Среди её лучших результатов в этом году были выходы в третий круг Открытого чемпионата Франции в одиночном разряде и Уимблдонского турнира в парах, а также второе место в теннисном турнире Азиатских игр в одиночном разряде (в финале она проиграла китаянке Пэн Шуай). В этом году ей также удалось обыграть в Цинциннати вторую ракетку мира Елену Янкович. Но при этом ни на одном турнире WTA в одиночном разряде она не сумела пробиться даже в полуфинал, а в парах этот результат после Брисбена показала лишь один раз — осенью в Москве. Она также проиграла три из пяти своих встреч в I Азиатско-Тихоокеанской группе Кубка Федерации, и узбекской команде, уступившей во всех трёх матчах, пришлось участвовать в переходном турнире, отстаивая своё право на место в этом дивизионе. Перепады в игре не позволили Аманмурадовой побить собственные рекорды в рейтинге, но она завершила сезон в первой сотне как в одиночном, так и в парном разряде.

### Дальнейшие выступления
Сезон 2011 года в одиночном разряде у Аманмурадовой не сложился. Помимо выхода в третий круг Открытого чемпионата США ей удалось лишь дойти до четвертьфинала в Паттайе. Напротив, в парах она завоевала свой второй титул на турнирах WTA, победив с тайваньской спортсменкой Чжуан Цзяжун на международном турнире в Страсбурге. Ещё дважды — в Барселоне и Ташкенте — она доходила до полуфинала, закончив очередной сезон в числе ста лучших теннисисток в парном разряде. В 2012 году тенденция сохранилась: в парах Аманмурадова выиграла один турнир ITF, дошла до второго круга Открытого чемпионата Франции, а позже до финала турнира WTA в Сеуле, где её партнёршей была Ваня Кинг, а в одиночном разряде за этот год редко проходила дальше первого круга, в трёх из четырёх турниров Большого шлема проиграв уже на стадии квалификационного отбора.
В феврале 2013 года в Паттайе Аманмурадова вышла в очередной парный финал на турнире WTA, но с мая не выступала из-за перенесённой операции локтя. Она вернулась на корт только в начале 2014 года, к Открытому чемпионату Австралии, но не сразу восстановила игровую форму, выиграв первый матч лишь в апреле. В мае она успешно выступила на турнире ITF в Бухаре, победив в одиночном разряде и добравшись до финала в парах; на её счету были также финал турнира ITF в Анкаре и полуфинал турнира-стотысячника в Астане, что в совокупности позволило ей к концу сезона если не вернуться на привычные места в рейтинге, то хотя бы проделать путь из восьмой сотни в середину третьей; там же Аманмурадова провела практически весь следующий сезон, за который ни разу не выходила в финал даже на турнирах ITF. Напротив, в 2016 и в 2017 годах на счету Аманмурадовой были соответственно три и четыре финала на этом уровне (все за единственным исключением — в турнирах с призовым фондом 25 тысяч долларов). 
В 2016 году Аманмурадова один раз проиграла в одиночном разряде и два в парном, а год спустя завоевала один титул в парах, ещё дважды уступив в парном разряде и один — в одиночном. Схожие результаты в парном разряде были достигнуты и в 2018 году, который Аманмурадова впервые за четыре сезона закончила во второй сотне рейтинга. В 2019 году, напротив, единственный титул был завоёван в одиночном разряде, а в парах теннисистка четырежды проигрывала в финалах, но сохранила место в Top-200. За укороченный из-за пандемии сезон 2020 года она провела лишь несколько турниров в каждом разряде, нигде не побывав в финале, но за счёт очков, набранных за прошлый год, её положение в рейтинге почти не изменилось. За 2021 год Аманмурадова один раз участвовала в финале турнира ITF в парном разряде (Лиепая, призовой фонд 25 тысяч долларов) и завоевала свой 15-й титул на этом уровне, что, однако, не привело к серьёзному улучшению в рейтинге. Последние матчи провела в июле 2022 года на Кубке президента в Нур-Султане.

## Рейтинг на конец года
| Год  | Одиночный рейтинг | Парный рейтинг |
| 2022 | 1110              | 575            |
| 2021 | 566               | 299            |
| 2020 | 419               | 237            |
| 2019 | 425               | 196            |
| 2018 | 708               | 198            |
| 2017 | 376               | 329            |
| 2016 | 356               | 277            |
| 2015 | 297               | 486            |
| 2014 | 244               | 194            |
| 2013 | 207               | 167            |
| 2012 | 194               | 88             |
| 2011 | 115               | 84             |
| 2010 | 69                | 70             |
| 2009 | 85                | 38             |
| 2008 | 81                | 78             |
| 2007 | 95                | 122            |
| 2006 | 227               | 128            |
| 2005 | 192               | 179            |
| 2004 | 359               | 301            |
| 2003 | 405               | 387            |
| 2002 | 816               | 409            |

## Выступления на турнирах

### Финалы турнировWTAв одиночном разряде (2)

#### Поражения (2)
| Легенда: До 2009 года       | Легенда: С 2009 года  |
| --------------------------- | --------------------- |
| Турниры Большого Шлема (0)  |                       |
| Олимпиада (0)               |                       |
| Итоговый чемпионат года (0) |                       |
| 1-я категория (0)           | Premier Mandatory (0) |
| 2-я категория (0)           | Premier 5 (0)         |
| 3-я категория (0)           | Premier (0+1)         |
| 4-я категория (0)           | International (0+1)   |
| 5-я категория (0)           | International (0+1)   |

| Титулы по покрытиям | Титулы по месту проведения матчей турнира |
| ------------------- | ----------------------------------------- |
| Хард (0)            | Зал (0)                                   |
| Грунт (0+1)         | Зал (0)                                   |
| Трава (0+1)         | Открытый воздух (0+2)                     |
| Ковёр (0)           | Открытый воздух (0+2)                     |

| №  | Дата             | Турнир                  | Покрытие | Соперница в финале | Счёт        |
| 1. | 3 октября 2005   | Ташкент, Узбекистан     | Хард     | Михаэлла Крайчек   | 0-6 6-4 3-6 |
| 2. | 21 сентября 2009 | Ташкент, Узбекистан (2) | Хард     | Шахар Пеер         | 3-6 4-6     |

### Финалы турнировITFв одиночном разряде (20)

#### Победы (10)
| Легенда:                   |
| -------------------------- |
| WTA 125 (0)                |
| 100.000 USD (0+1)          |
| 80.000 (75.000*) USD (0+1) |
| 60.000 (50.000*) USD (0)   |
| 25.000 USD (4+4)           |
| 15.000 (10.000*) USD (6+7) |

* призовой фонд до 2017 года
| Титулы по покрытиям | Титулы по месту проведения матчей турнира |
| ------------------- | ----------------------------------------- |
| Хард (10+10)        | Зал (0+2)                                 |
| Грунт (0+4)         | Зал (0+2)                                 |
| Трава (0)           | Открытый воздух (10+13)                   |
| Ковёр (0+1)         | Открытый воздух (10+13)                   |

| №   | Дата            | Турнир              | Покрытие | Соперница в финале | Счёт        |
| 1.  | 31 марта 2003   | Мумбай, Индия       | Хард     | Рушми Чакраварти   | 6-4 3-6 7-5 |
| 2.  | 16 июня 2003    | Инчхон, Южная Корея | Хард     | Хо Чин Бе          | 7-5 6-1     |
| 3.  | 2 ноября 2003   | Мумбай, Индия       | Хард     | Иша Лакани         | 6-2 6-3     |
| 4.  | 9 ноября 2003   | Пуна, Индия         | Хард     | Вегха Вакария      | 7-5 6-3     |
| 5.  | 16 августа 2004 | Коимбра, Португалия | Хард     | Ирина Коткина      | 6-2 6-3     |
| 6.  | 24 октября 2004 | Пуна, Индия         | Хард     | Рушми Чакраварти   | 6-0 7-6(5)  |
| 7.  | 29 ноября 2004  | Бангкок, Таиланд    | Хард     | Напапорн Тонгсали  | 6-2 6-3     |
| 8.  | 19 марта 2007   | Мумбай, Индия       | Хард     | Штефани Фёгеле     | 6-0 7-5     |
| 9.  | 1 июня 2014     | Бухара, Узбекистан  | Хард     | Вероника Капшай    | 6-3 7-5     |
| 10. | 1 сентября 2019 | Алматы, Казахстан   | Хард     | Валерия Ющенко     | 6-4 6-2     |

#### Поражения (10)
| №   | Дата             | Турнир              | Покрытие | Соперница в финале | Счёт               |
| 1.  | 16 сентября 2002 | Хайдарабад, Индия   | Хард     | Саня Мирза         | 1-6 2-6            |
| 2.  | 12 ноября 2002   | Манила, Филиппины   | Хард     | Саня Мирза         | 0-6 6-4 3-6        |
| 3.  | 7 апреля 2003    | Мумбай, Индия       | Хард     | Маниша Малхотра    | 6-2 4-6 6-7(10)    |
| 4.  | 30 октября 2006  | Шанхай, Китай       | Хард     | Тамарин Танасугарн | 3-6 3-6            |
| 5.  | 13 ноября 2006   | Пуна, Индия         | Хард     | Амина Рахим        | 6-7(5) 2-4 — отказ |
| 6.  | 25 июля 2011     | Астана, Казахстан   | Хард     | Виталия Дьяченко   | 4-6 1-6            |
| 7.  | 10 октября 2011  | Жуэ-ле-Тур, Франция | Хард(i)  | Алисон Риск        | 6-2 5-7 5-7        |
| 8.  | 21 декабря 2014  | Анкара, Турция      | Хард(i)  | Александра Крунич  | 6-3 2-6 6-7(6)     |
| 9.  | 20 июня 2016     | Истад, Швеция       | Грунт    | Сусанна Селик      | 1-6 3-6            |
| 10. | 28 августа 2017  | Алма-Ата, Казахстан | Грунт    | Полина Лейкина     | 3-6 3-6            |

### Финалы турнировWTAв парном разряде (4)

#### Победы (2)
| №  | Дата         | Турнир                  | Покрытие | Партнёрша    | Соперницы в финале                 | Счёт           |
| 1. | 15 июня 2009 | Истборн, Великобритания | Трава    | Ай Сугияма   | Саманта Стосур Ренне Стаббс        | 6-4 6-3        |
| 2. | 16 мая 2011  | Страсбург, Франция      | Грунт    | Чжуан Цзяжун | Натали Грандин Владимира Углиржова | 6-4 5-7 [10-2] |

#### Поражения (2)
| №  | Дата             | Турнир            | Покрытие | Партнёрша         | Соперницы в финале                | Счёт           |
| 1. | 23 сентября 2012 | Сеул, Южная Корея | Хард     | Ваня Кинг         | Ракель Копс-Джонс Абигейл Спирс   | 6-2 2-6 [8-10] |
| 2. | 3 февраля 2013   | Паттайя, Таиланд  | Хард     | Александра Панова | Кимико Датэ-Крумм Кейси Деллакква | 3-6 2-6        |

### Финалы турнировITFв парном разряде (46)

#### Победы (15)
| №   | Дата            | Турнир                    | Покрытие | Партнёрша              | Соперницы в финале                      | Счёт            |
| 1.  | 1 декабря 2002  | Пуна, Индия               | Хард     | Катерина Бондаренко    | Саня Мирза Радхика Тулпуле              | 6-3 7-6(1)      |
| 2.  | 9 февраля 2003  | Ченнай, Индия             | Хард     | Иванна Израилова       | Рушми Чакраварти Сай Джаялакшми Джаярам | 6-4 6-1         |
| 3.  | 31 марта 2003   | Мумбай, Индия             | Хард     | Хо Чин Бе              | Рушми Чакраварти Сай Джаялакшми Джаярам | 6-2 6-2         |
| 4.  | 21 июня 2004    | Алкмар, Нидерланды        | Ковёр(i) | Кика Хогендорн         | Келли де Бер Ева Пера                   | 6-2 6-2         |
| 5.  | 16 августа 2004 | Коимбра, Португалия       | Хард     | Ирина Коткина          | Сара Рааб Сандра Волк                   | 2-6 6-1 6-1     |
| 6.  | 24 октября 2004 | Пуна, Индия               | Хард     | Сай Джаялакшми Джаярам | Вилаван Чоптанг Таша Витавирой          | 6-3 4-6 6-3     |
| 7.  | 1 ноября 2004   | Мумбай, Индия             | Хард     | Сай Джаялакшми Джаярам | Мария Абрамович Гана Шромова            | 4-6 6-4 6-4     |
| 8.  | 29 ноября 2004  | Бангкок, Таиланд          | Хард     | Напапорн Тонгсали      | Хуан Исюань Нуднида Лунгнам             | 6-4 6-4         |
| 9.  | 23 мая 2005     | Пхукет, Таиланд           | Хард     | Напапорн Тонгсали      | Моника Адамчак Аннетта Колб             | 6-1 6-1         |
| 10. | 19 марта 2007   | Мумбай, Индия             | Хард     | Нина Братчикова        | Ольга Панова Штефани Фёгеле             | 6-2 6-3         |
| 11. | 29 июня 2009    | Кунео, Италия             | Грунт    | Дарья Кустова          | Петра Цетковская Матильда Юханссон      | 5-7 6-1 [10-7]  |
| 12. | 4 ноября 2012   | Барнстебл, Великобритания | Хард(i)  | Весна Долонц           | Диана Марцинкевич Александра Саснович   | 6-3 6-1         |
| 13. | 10 июля 2017    | Москва, Россия            | Грунт    | Валентина Ивахненко    | Илона Кремень Ирина Шиманович           | 6-4 6-2         |
| 14. | 18 июня 2018    | Клостерс, Швейцария       | Грунт    | Екатерина Горгодзе     | Луция Градецка Юки Наито                | 6-2 6-3         |
| 15. | 20 мая 2021     | Лиепая, Латвия            | Грунт    | Валентина Ивахненко    | Валентини Грамматикопулу Шалимар Тальби | 6-3 3-6 [13-11] |

#### Поражения (31)
| №   | Дата            | Турнир                    | Покрытие | Партнёрша           | Соперницы в финале                         | Счёт              |
| 1.  | 7 апреля 2003   | Мумбай, Индия             | Хард     | Хо Чин Бе           | Людмила Рихтерова Юлия Ефремова            | 5-7 5-7           |
| 2.  | 23 августа 2004 | Нью-Дели, Индия           | Хард     | Саня Мирза          | Чжуан Цзяжун Се Шувэй                      | 6-7(8) 4-6        |
| 3.  | 16 мая 2005     | Хошимин, Вьетнам          | Хард     | Напапорн Тонгсали   | Винна Пракуся Романа Теджакусума           | 4-6 0-6           |
| 4.  | 20 июня 2005    | Перигё, Франция           | Грунт    | Антония Матич       | Катарина Кахликова Ленка Тварошкова        | 5-7 1-6           |
| 5.  | 21 ноября 2005  | Пуатье, Франция           | Хард(i)  | Нина Братчикова     | Марет Ани Мервана Югич-Салкич              | 6-7(0) 1-6        |
| 6.  | 1 апреля 2006   | Хэммонд, США              | Хард     | Романа Теджакусума  | Чжань Цзиньвэй Татьяна Лужанская           | 1-6 3-6           |
| 7.  | 3 июля 2006     | Мон-де-Марсан, Франция    | Грунт    | Нина Братчикова     | Маргалита Чахнашвили Иоана-Ралука Олару    | 5-7 6-1 1-6       |
| 8.  | 30 июля 2006    | Лексингтон, США           | Хард     | Варвара Лепченко    | Чжань Цзиньвэй Абигейл Спирс               | 1-6 1-6           |
| 9.  | 6 августа 2006  | Вашингтон, США            | Хард     | Варвара Лепченко    | Чжань Цзиньвэй Татьяна Лужанская           | 2-6 6-1 0-6       |
| 10. | 30 октября 2006 | Шанхай, Китай             | Хард     | Ирода Туляганова    | Цзи Чуньмэй Сунь Шэннань                   | 4-6 5-7           |
| 11. | 6 ноября 2006   | Шэньчжэнь, Китай          | Хард     | Ирода Туляганова    | Се Шувэй Алла Кудрявцева                   | 0-2 — отказ       |
| 12. | 14 мая 2007     | Сен-Годенс, Франция       | Грунт    | Ирина Курьянович    | Хорхелина Краверо Дарья Кустова            | 1-6 3-6           |
| 13. | 18 ноября 2007  | Довиль, Франция           | Грунт(i) | Анастасия Екимова   | Рената Ворачова Барбора Заглавова-Стрыцова | 3-6 5-7           |
| 14. | 20 октября 2008 | Пуатье, Франция           | Хард(i)  | Моника Никулеску    | Петра Цетковская Луция Шафаржова           | 4-6 4-6           |
| 15. | 27 октября 2008 | Братислава, Словакия      | Хард(i)  | Моника Никулеску    | Андреа Главачкова Луция Градецкая          | 6-7(1) 1-6        |
| 16. | 6 июля 2009     | Биарритц, Франция         | Грунт    | Дарья Кустова       | Анастасия Родионова Чжань Юнжань           | 6-3 4-6 [7-10]    |
| 17. | 31 октября 2010 | Пуатье, Франция           | Хард(i)  | Кристина Барруа     | Луция Градецкая Рената Ворачова            | 7-6(5) 2-6 [5-10] |
| 18. | 29 июля 2011    | Астана, Казахстан         | Хард     | Александра Панова   | Виталия Дьяченко Галина Воскобоева         | 3-6 4-6           |
| 19. | 2 декабря 2011  | Дубай, ОАЭ                | Хард     | Александра Дулгеру  | Нина Братчикова Дарья Юрак                 | 4-6 6-3 [6-10]    |
| 20. | 20 мая 2012     | Прага, Чехия              | Грунт    | Кейси Деллакква     | Ализе Корне Виржини Раззано                | 2-6 3-6           |
| 21. | 1 июня 2014     | Бухара, Узбекистан        | Хард     | Нигина Абдураимова  | Вероника Капшай Сабина Шарипова            | 4-6 4-6           |
| 22. | 16 мая 2016     | Чжэнчжоу, Китай           | Хард     | Михаэла Гончова     | Сюнь Фаньин Ю Сяоди                        | 6-1 2-6 [7-10]    |
| 23. | 27 июня 2016    | Торунь, Польша            | Грунт    | Валентина Ивахненко | Ирина Бара Валерия Савиных                 | 3-6 6-4 [7-10]    |
| 24. | 2 июня 2017     | Андижан, Узбекистан       | Хард     | Валерия Страхова    | Ольга Дорошина Полина Монова               | 2-6 0-6           |
| 25. | 28 августа 2017 | Алма-Ата, Казахстан       | Грунт    | Нигина Абдураимова  | Габриэла Се Яна Сизикова                   | 6-4 3-6 [10-7]    |
| 26. | 16 июля 2018    | Астана, Казахстан         | Хард     | Екатерина Горгодзе  | Берфу Дженгиз Анна Данилина                | 6-3 3-6 [7-10]    |
| 27. | 29 октября 2018 | Нант, Франция             | Хард     | Алина Силич         | Эстель Кассино Эликсан Лешамия             | 5-7 4-6           |
| 28. | 6 апреля 2019   | Палм-Харбор, Флорида, США | Грунт    | Лизетт Кабрера      | Куинн Глисон Ингрид Нил                    | 7-5 5-7 [8-10]    |
| 29. | 1 июня 2019     | Градо, Италия             | Грунт    | Кристина Дину       | Анна Данилина Река Луца Яни                | 2-6 3-6           |
| 30. | 24 августа 2019 | Брауншвейг, Германия      | Грунт    | Альбина Хабибулина  | Полина Лейкина Марин Парто                 | 4-6 6-1 [5-10]    |
| 31. | 19 октября 2019 | Секешфехервар, Венгрия    | Грунт    | Елена Богдан        | Ирина Мария Бара Марина Заневская          | 6-3 2-6 [8-10]    |

#### Несыгранные финалы (1)
| №  | Дата         | Турнир        | Покрытие | Партнёрша         | Соперницы в финале                |
| 1. | 16 июля 2016 | Бурса, Турция | Грунт    | Натела Дзаламидзе | Екатерина Горгодзе София Шапатава |